# 希尔施费尔德 (图林根州)
希尔施费尔德（德語：Hirschfeld）是德国图林根州的市镇，隶属于格赖茨县。总面积为3.74平方千米，截至2023年12月31日总人口为96人。